# Tormenta tropical Chantal (2001)
La tormenta tropical Chantal fue la tercera tormenta en recibir nombre de la temporada de huracanes del Atlántico de 2001. Debido a persistentes cizalladuras de nivel superior, Chantal tuvo poca organización como tormenta. Chantal se movió en dirección oeste a través del mar Caribe, alcanzando intensidad máxima con vientos de 110 km/h y una presión mínima de 999 hPa antes de tocar tierra cerca de la frontera entre México y Belice el 20 de agosto. La tormenta se disipó poco después el 22 de agosto.
Chantal causó $4 millones de dólares (2001 USD) en daños, todos causados en Belice. En añadidura, la tormenta causó dos muertes indirectas al permanecer como onda tropical.

## Historia de la tormenta

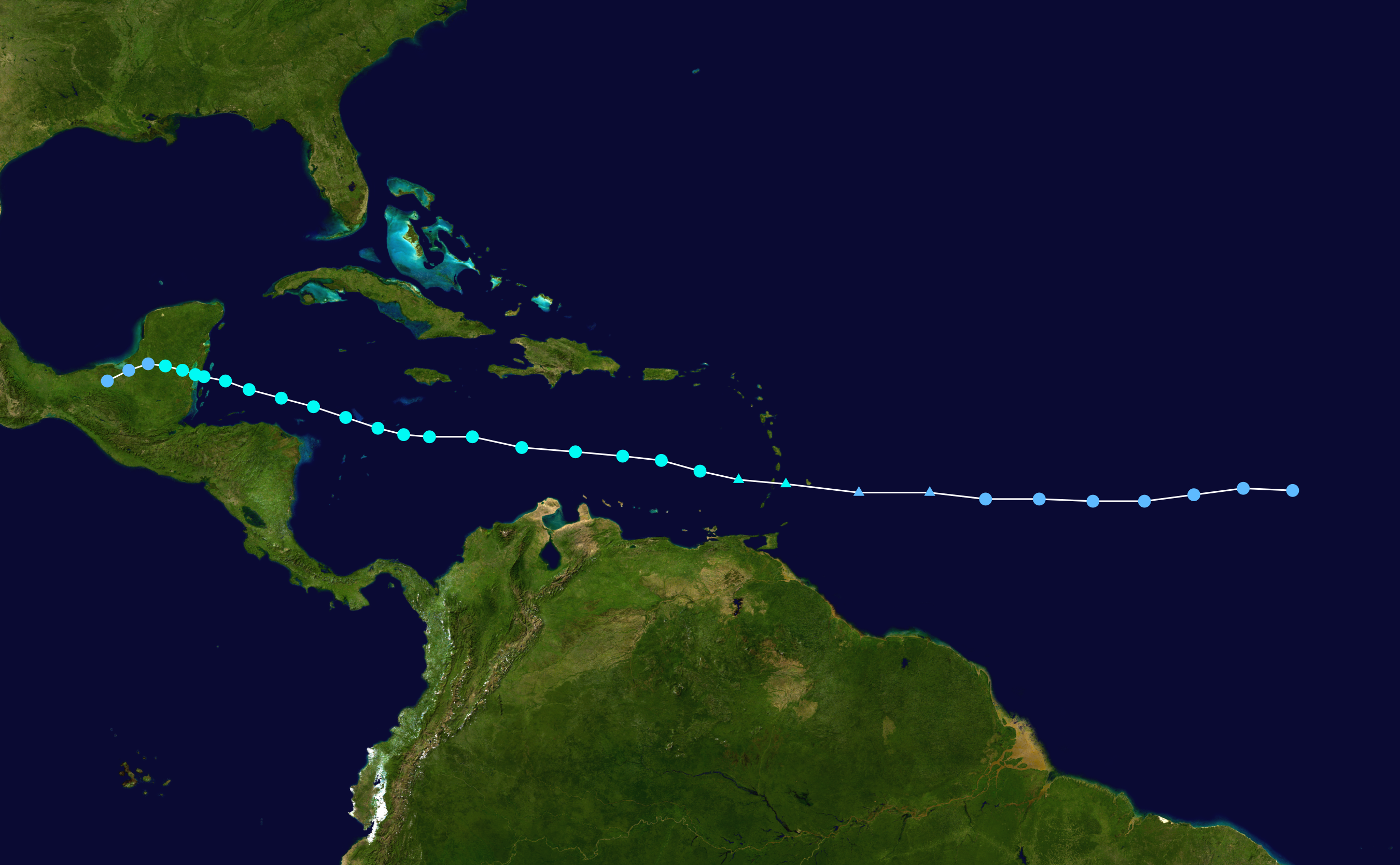
Trayectoria del Tormenta tropical Chantal (2001), perteneciente a la temporada de huracanes del Atlántico de 2001, siguiendo los colores de la escala de huracanes de Saffir-Simpson.